# Amplatz-BMC
Amplatz-BMC is een wielerploeg die een Oostenrijkse licentie heeft. De ploeg bestaat sinds 2014, maar bestond voorheen al als gewone club. Amplatz-BMC komt uit in de continentale circuits van de UCI. Erich Amplatz is de manager van de ploeg. De rennerskern bestaat uit een mengeling van Oostenrijkse en Sloveense renners.

## Bekende renners
- Jan Tratnik (2014-heden)

## Samenstellingen

### 2014
| Naam                 | Geboortedatum    | Nationaliteit | Ploeg 2013               |
| -------------------- | ---------------- | ------------- | ------------------------ |
| Andi Bajc            | 14 november 1988 | Slovenië      |                          |
| Dejan Bajt           | 28 oktober 1987  | Slovenië      |                          |
| Marek Canecky        | 17 juni 1988     | Slowakije     |                          |
| Michael Gaubitzer    | 2 oktober 1983   | Oostenrijk    | Neo                      |
| Robert Jenko         | 2 maart 1986     | Slovenië      |                          |
| Stefan Poll          | 28 juli 1986     | Oostenrijk    | Geen                     |
| Stephan Rabitsch     | 28 juni 1991     | Oostenrijk    | Team Gourmetfein Simplon |
| Paul Redtenbacher    | 15 juni 1995     | Oostenrijk    | Neo                      |
| Lukas Stoiber        | 17 november 1989 | Oostenrijk    | Geen                     |
| Lukas Strutzenberger | 4 februari 1994  | Oostenrijk    | Neo                      |
| Jan Tratnik          | 23 februari 1990 | Slovenië      | Tirol Cycling Team       |
| Andreas Umhaller     | 20 februari 1992 | Oostenrijk    | Neo                      |

## Overwinningen
| Wedstrijd             | Datum        | Categorie | Winnaar     |
| --------------------- | ------------ | --------- | ----------- |
| Brno-Velka Bites-Brno | 5 april 2014 | NE        | Jan Tratnik |